# Leuchtbake Elbląg
Die Leuchtbake Elbląg (polnisch Stawa Elbląg, auch Latarnia Piotruś) ist ein Leitfeuer vor dem Hafen von Elbląg (deutsch Elbing) in Polen. Die Bake steht auf einer künstlichen Insel im Frischem Haff (Zalew Wiślany) auf dem Gebiet der Stadt-und-Land-Gemeinde Tolkmicko (Tolkemit) im Powiat Elbląski der Woiwodschaft Ermland-Masuren. Die Grenze zum Gebiet der Stadt Krynica Morska (Kahlberg) in der Woiwodschaft Pommern verläuft etwa 100 Meter nördlich.
Der Elbinger Hafen war ein bedeutender Seehafen für Ostpreußen. Die Werft der Schichau-Werke baute von 1852 bis 1945 Handels- und Kriegsschiffe, die auch nach Amerika und Asien exportiert wurden. Zum Seebad Kahlberg bzw. Krynica Morska bestehen seit den 1840er Jahren regelmäßige Verbindungen mit Fahrgastschiffen. Der polnische Seehafen am Fluss Elbląg konnte erst seit den 1990er Jahren größere Bedeutung gewinnen. Mit der Fertigstellung des Kanał Żeglugowy Nowy Świat durch die Frische Nehrung entstand gegen Ende des Jahres 2022 ein neuer Wasserweg, der das russisch kontrollierte Pillauer Tief umgeht.
Das Orientierungsfeuer besteht seit deutscher Zeit an der Fahrrinne im Frischem Haff. Fundament und Sockel ist eine kreisrunde, gemauerte Insel mit einem Durchmesser von etwa 25 Metern, die im Haff angelegt wurde. Die Bake war ein quadratischer Holzturm, der auf einer Gitterkonstruktion eine runde Laterne trug. In Kahlberg wurden Ansichtskarten mit dem „Leuchtturm im Haff“ bzw. dem „Leuchtfeuer im Haff“ angeboten. Die Konstruktion war weiß bzw. schwarz mit weißem Gitter angestrichen.
Die Bake wurde durch eine moderne Konstruktion mit Leuchtfeuer auf einem GFK-Rohr ersetzt, dieses ist schwarz-weiß markiert. Sie wird auch als „Latarnia Piotrus“ (übersetzt Leuchtfeuer Peter) bezeichnet. An der Plattform sind Solarmodule angebracht. Das Leuchtfeuer ist ein Leitfeuer mit der Kennung ISO(2)WRG 4s, d. h. im Gleichtakt zwei Sekunden lang in weiß, rot und grün, mit Pause von zwei Sekunden. Die weitere Fahrrinne ist mit Tonnen gekennzeichnet. Der nächste Leuchtturm in Krynica Morska wurde 1895 bzw. 1951 errichtet. Die Hafeneinfahrten im Haff sind durch Molenfeuer markiert.